# Servicio de Conciliación de los Estados Unidos
El Servicio de Conciliación de los Estados Unidos fue una agencia dentro del Departamento del Trabajo de los Estados Unidos que existió desde 1913 hasta 1947 y cuya función era llevar los conflictos laborales a un acuerdo mediante la mediación.

## Historia

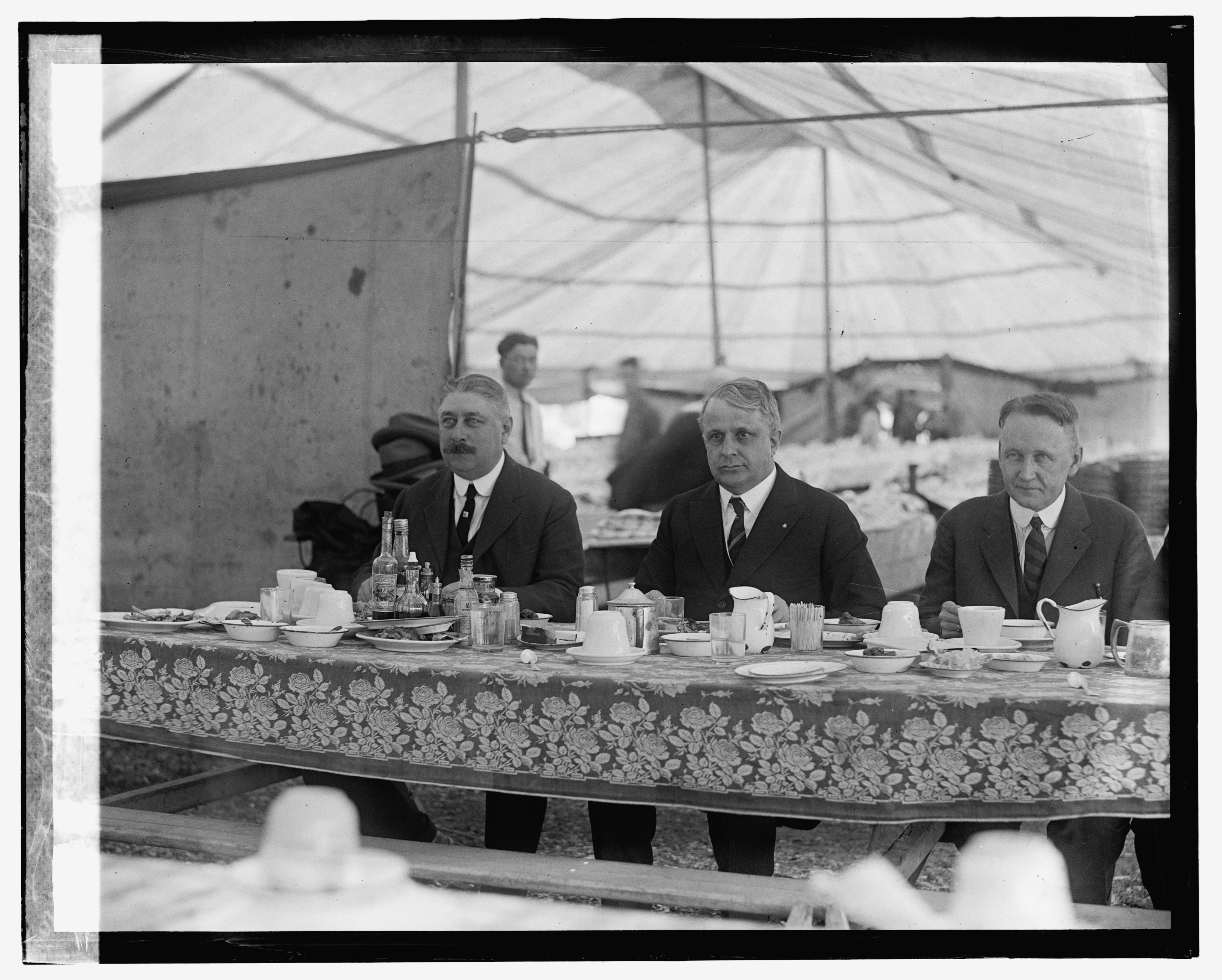
Hugh L. Kerwin (derecha), el primer director del Servicio de Conciliación de los Estados Unidos, cenando en 1924.

Los orígenes del servicio se encuentran en la ley que creó el Departamento del Trabajo en 1913, cuya ley establecía que el departamento tendría el poder de intervenir para actuar como mediador en conflictos laborales siempre que «los intereses de la paz laboral pudieran exigir que se haga». Poner en marcha el servicio fue uno de los objetivos del primer Secretario de Trabajo, William B. Wilson. Inicialmente, el servicio tardó en desarrollarse porque se presupuestaba poco dinero para ello, pero en 1917 tenía un puesto de dirección y claramente funcionaba como su propia unidad con el departamento. Ese primer director del servicio fue Hugh L. Kerwin (quien permanecería en el cargo hasta 1937). Tras la entrada de los Estados Unidos en la Primera Guerra Mundial, los casos que el Servicio de Conciliación no pudo o no resolvió fueron enviados a la Junta Nacional de Trabajo de Guerra.
Los casos de mediación fueron manejados por personas designadas como Comisionados de Conciliación, quienes prometieron actuar imparcialmente. El proceso de conciliación podría aplicarse tanto para acciones de huelga y cierres patronales como para cualquier otro tipo de cuestiones de relaciones industriales y laborales. La participación en la mediación fue voluntaria. También se ofreció arbitraje a aquellas partes dispuestas a aceptarlo. El servicio no poseía fuerza de acción legal, sino que dependía de que ambas partes estuvieran interesadas en llegar a un acuerdo y, como alternativa, que las partes no quisieran parecer poco cooperativas ante los ojos de la opinión pública.

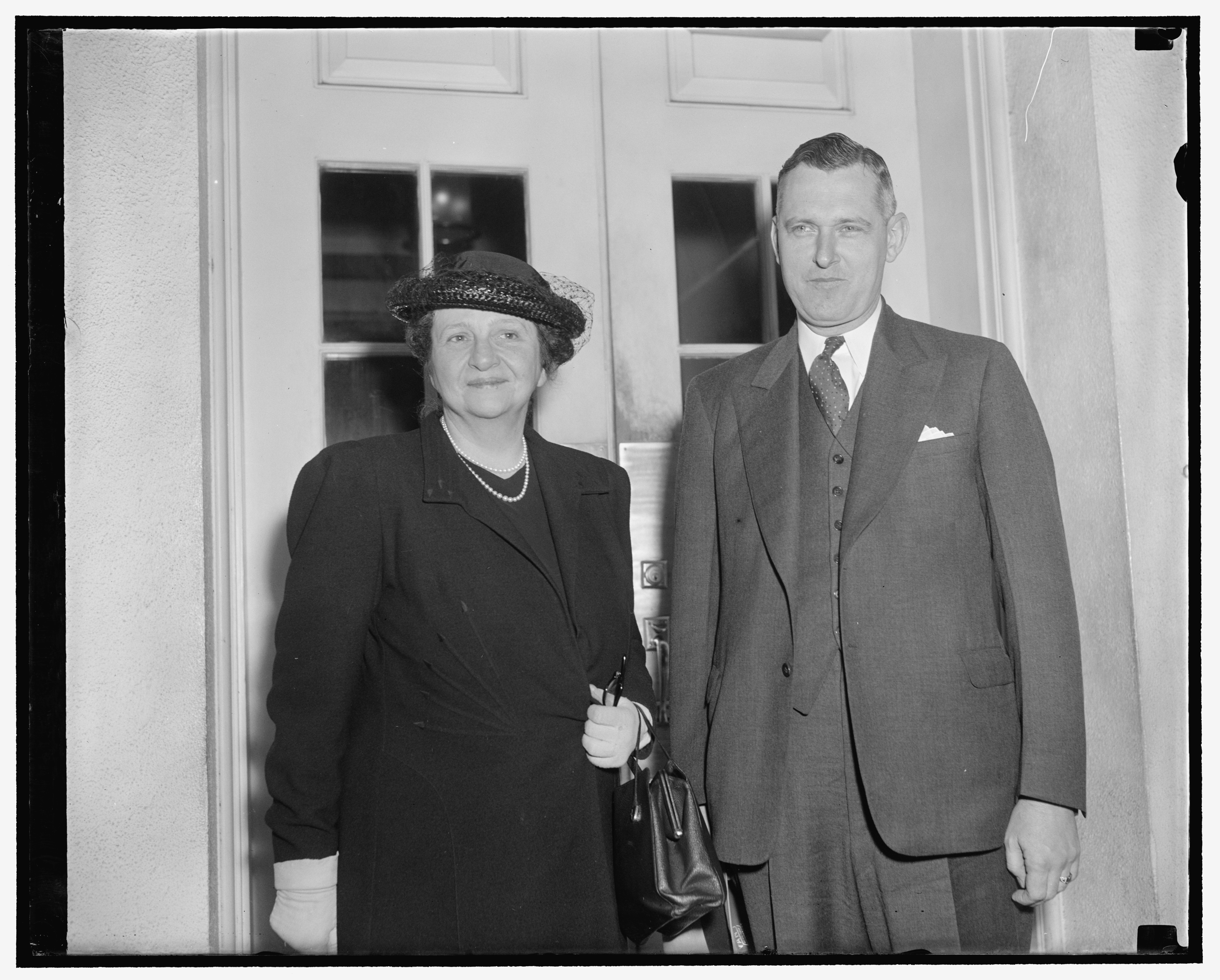
La secretaria de Trabajo, Frances Perkins, y el director del Servicio de Conciliación de los Estados Unidos, John R. Steelman, en 1939, después de enviar a un representante del servicio al condado de Harlan, Kentucky, en un esfuerzo por ayudar a resolver la lucha entre los trabajadores mineros y las compañías de carbón allí.

Durante el período de entreguerras, la carga de trabajo del servicio se expandió y contrajo con la suerte de los sindicatos en la historia laboral de los Estados Unidos. En particular, el número de Comisionados de Conciliación era a veces tan solo 35 o tan alto como 200. A principios de la década de 1930, la gestión del servicio se había vuelto laxa, con informes erráticos a la sede central sobre lo que estaba sucediendo en el campo. Cuando se convirtió en secretaria de Trabajo, Frances Perkins hizo cambios para convertir la unidad en una entidad mejor administrada y más eficaz. El servicio creció rápidamente a mediados de la década de 1930 y luego nuevamente a principios de la década de 1940. John R. Steelman fue Director del Servicio de Conciliación de Estados Unidos de 1937 a 1944, habiendo sido elegido para ese puesto por Perkins.
El trabajo del servicio fue especialmente importante durante la Segunda Guerra Mundial, cuando cualquier interrupción del trabajo podría afectar negativamente a la producción de materiales de guerra u otras actividades económicas vitales. Aquellos casos que el servicio no pudo resolver, que en general representaban alrededor de una cuarta parte de ellos, normalmente serían enviados a una nueva instancia de la Junta Nacional de Trabajo de Guerra. Durante el año fiscal de 1945, el servicio tramitó unos 26 000 casos, de los cuales 5000 estaban en etapa de huelga o cerca de ella. El director final del servicio fue Edgar L. Warren, designado en 1945.
El servicio llegó a su fin en 1947 debido a la Ley Taft-Hartley que limitaba los sindicatos y la creación del Servicio Federal de Intermediación y Reconciliación, una nueva agencia independiente que reemplazó al Servicio de Conciliación existente. La función de conciliación fue eliminada del Departamento del Trabajo en parte porque los sectores industriales pensaron que el servicio existente había sido demasiado parcial hacia los sectores laborales, una evaluación que los funcionarios del servicio cuestionaron. Durante la vida del Servicio de Conciliación de Estados Unidos, había manejado más de 122 000 casos.

## Lectura adicional
- «Oral History Interview with John R. Steelman». Federal Mediation and Conciliation Service. 27 de febrero de 1975. Consultado el 24 de septiembre de 2023.

- Datos: Q123000108
- Multimedia: United States Conciliation Service / Q123000108